# Walery Remiszewski
Walery Remiszewski (poległ 14 kwietnia 1863 w bitwie pod Budą Zaborowską) – major Wojsk Polskich.
Był uczestnikiem konspiracji w latach 1844-1846 w Królestwie Polskim. W czasie powstania styczniowego dowodził oddziałem "Dzieci Warszawy". Poległ w walce z wojskiem rosyjskim.